# Eleanor Tomlinson
Eleanor May Tomlinson (Londres, Inglaterra, 19 de mayo de 1992) es una actriz británica, conocida por su interpretación de la princesa Isabelle en Jack the Giant Slayer y actualmente por dar vida a Demelza Poldark en la serie Poldark.

## Biografía
Es hija de la cantante Judith Hibbert y del actor Malcolm Tomlinson; su hermano es el actor Ross Tomlinson. 
A temprana edad, se mudó con su familia a Beverley, East Riding de Yorkshire, Inglaterra, y asistió a la Escuela Secundaria Beverley.
En 2014 salió brevemente con el actor Luke Pasqualino.
Desde 2015 sale con el doble Ben Atkinson.

## Carrera
En el 2006 interpretó a Sophie de joven en la película El Ilusionista.
En el 2008 apareció en la película Angus, Thongs and Perfect Snogging donde interpretó a la comprensiva Jas, la mejor amiga de Georgia Nicolson (Georgia Groome).
En el 2009 interpretó a la extranjera Eve en dos episodios de la tercera temporada de The Sarah Jane Adventures.
En el 2010 apareció en la película Alicia en el país de las maravillas donde interpretó a Fiona Chataway; más tarde dio vida a Kirsten Schwarz en la película  Hepzibah - Sie holt dich im Schlaf en donde trabajó junto al actor David Bamber bajo la dirección de Robert Sigl.
En el 2013 interpretó a Xenya en la película Educazione Siberiana de Gabriele Salvatores. Ese mismo año apareció en la película Jack the Giant Slayer donde interpretó a la princesa Isabelle; la cual fue dirigida por Bryan Singer. 
Ese mismo año se unió al elenco de la serie The White Queen donde interpretó a Lady Isabel Neville, Duquesa de Clarence la esposa de Jorge, Duque de Clarence (David Oakes) y apareció en la miniserie británica Death Comes to Pemberley donde interpretó a Georgiana Darcy, la hermana menor de Fitzwilliam Darcy (Matthew Rhys).
En el 2015 se unió al elenco principal de la serie Poldark donde interpretó a la joven Demelza Carne-Poldark, la esposa de Ross Poldark (Aidan Turner).
En 2019 interpretó el papel protagonista, junto a Rafe Spall, en la producción de la BBC La guerra de los mundos basada en la novela homónima de H. G. Wells.
Tomlinson también aparecerá en el videojuego de simulación espacial Squadron 42, interpretando a la agente Rebecca Trejo. 

## Vida personal
Tomlinson estuvo en una relación con el especialista de cine Ben Atkinson desde principio de 2015 hasta junio de 2017. Es rubia natural, pero se tiñó el pelo de rojo para su papel en la serie Poldark porque pensó que le quedaba mejor a su personaje. En julio de 2022, Tomlinson se casó con el jugador de rugby Will Owen.

## Filmografía

### Serie de televisión
| Año         | Título                    | Personaje        | Notas                              |
| ----------- | ------------------------- | ---------------- | ---------------------------------- |
| 2021        | The Nevers                | Mary Brighton    | 6 episodios                        |
| 2021        | Intergalactic             | Candy Skov-King  | 8 episodios                        |
| 2015 - 2019 | Poldark                   | Demelza Poldark  | 35 episodios                       |
| 2013        | Death Comes to Pemberley  | Georgiana Darcy  | 3 episodios - miniserie            |
| 2013        | The White Queen           | Isabel Neville   | 7 episodios                        |
| 2013        | Agatha Christie's Poirot  | Alice Cunningham | episodio "The Labours of Hercules" |
| 2009        | The Sarah Jane Adventures | Eve              | 2 episodios                        |

### Películas
| Año  | Título                              | Personaje           | Notas |
| ---- | ----------------------------------- | ------------------- | --- |
| 2020 | Love Wedding Repeat                 | Hayley              | Película original de Netflix                                                                                                  |
| 2018 | Colette                             | Georgie Raoul-Duval | junto a Keira Knightley, Dominic West, Fiona Shaw, Denise Gough, Robert Pugh y Rebecca Root                                   |
| 2017 | Loving Vincent                      | Adeline Ravoux      | junto a Robert Gulaczyk, Douglas Booth, Jerome Flynn, Saoirse Ronan, Helen McCrory, Chris O'Dowd, John Sessions, Aidan Turner |
| 2014 | The Spider                          | Rachel / Arachne    | junto a Malcolm McDowell, Michael Brando y Rostislav Stepanek                                                                 |
| 2014 | The Curse of Styria                 | Lara                | junto a Stephen Rea, Katie Silverman y Erika Marozsán                                                                         |
| 2013 | Educazione siberiana                | Xenya               | junto a John Malkovich, Peter Stormare, Arnas Fedaravicius y Andrius Paulavicius                                              |
| 2013 | Jack the Giant Slayer               | Princesa Isabelle   | junto a Nicholas Hoult, Ewan McGregor, Stanley Tucci, Eddie Marsan y Ewen Bremner                                             |
| 2010 | The Lost Future                     | Miru                | junto a Sean Bean, Corey Sevier, Sam Claflin, Annabelle Wallis y Hannah Tointon                                               |
| 2010 | Alicia en el país de las maravillas | Fiona Chattaway     | junto a Johnny Depp, Mia Wasikowska y Eleanor Gecks                                                                           |
| 2010 | Hepzibah - Sie holt dich im Schlaf  | Kirsten Schwarz     | junto a Finn Atkins, Christopher Elson, David Bamber, David Fellowes, Kevin Colson y Helen Mutch                              |
| 2008 | Einstein and Eddington              | Agnes Muller        | junto a David Tennant, Andy Serkis, Rebecca Hall y Jim Broadbent                                                              |
| 2008 | Angus, Thongs and Perfect Snogging  | Jas                 | junto a Georgia Groome, Aaron Taylor-Johnson, Karen Taylor, Lizzie Roper y Alan Davies                                        |
| 2008 | El Ilusionista                      | Joven Sophie        | junto a Aaron Taylor-Johnson                                                                                                  |
| 2005 | Falling                             | Daphne              | junto a Alexandra Moen, Joanna David y Thomas McNulty                                                                         |

### Videojuegos
| Año | Título      | Personaje     | Notas                                                   |
| --- | ----------- | ------------- | ------------------------------------------------------- |
| TBA | Squadron 42 | Rebecca Trejo | Campaña para un jugador dentro universo de Star Citizen |

## Premios y nominaciones
| Año  | Categoría    | Premio          | Serie   | Resultado |
| ---- | ------------ | --------------- | ------- | --------- |
| 2015 | Best Actress | TV Choice Award | Poldark | Nominada  |